# People of the Sun
People of the Sun è il secondo singolo estratto dall'album Evil Empire del gruppo musicale rap metal statunitense Rage Against the Machine. Questa canzone ha come tema principale la rivoluzione condotta dell'Esercito Zapatista di Liberazione Nazionale. La scrittura della canzone è stata affidata a Zack de la Rocha dopo una visita a Chiapas, nel sud del Messico. People of the Sun ricevette una nomination come Best Hard Rock Performance ai Grammy del 1998, ma il premio andò alla canzone The End Is the Beginning Is the End degli The Smashing Pumpkins.
La canzone contiene in sé una grande quantità di riferimenti e citazioni, la maggior parte riguardanti la distruzione dell'Impero Azteco per mano dei Conquistadores spagnoli e le Zoot Suit Riots avvenute nel 1943 a Los Angeles. De La Rocha fa anche riferimento all'ultimo Imperatore Azteco Cuauhtémoc, che fu torturato ed ucciso dagli stessi spagnoli.

## Video musicale
Il video, diretto da Peter Christopherson e prodotto da Fiz Oliver, si apre con l'esecuzione di una ragazza messicana; il suo braccio inizia a sanguinare e il sangue mostra le parole "Trickle down". Poi vengono mostrate alcune statistiche relative all'Esercito Zapatista di Liberazione Nazionale, mostrati da un proiettore posizionato all'interno di un obitorio. Vengono dunque mostrati alcuni stralci di video dell'esercito statunitense che arriva in Messico e delle forze armate Zapatiste, alternate a video della band stessa, filmata mentre suona davanti a un muro in mattoni, in uno spazio ristretto. La versione mandata in onda da MTV è una variante modificata opportunamente; le scene dei lavoratori indigeni seppelliti vivi e dei giovani morti nell'obitorio, infatti, sono state rimosse da quest'ultima, rimpiazzati da altri video che riprendevano scene di guerra. Le scene in bianco e nero in stile documentario dei lavoratori e dei "vaqueros" sono state tratte dal film ¡Qué viva México! di Sergej Ėjzenštejn.

## Tracce

### Singolo
1. People of the Sun
2. Zapata's Blood (Live)
3. Without a Face

### EP
1. People of the Sun – 2:30
2. Withouth a Face (Live) – 4:07
3. Intro (Black Steel in the House of Chaos) (Live) – 3:37
4. Zapata's Blood (Live) – 3:47

### B-side
1. Bulls on Parade – 3:48
2. Hadda Be Playing on the Jukebox (Live) – 8:09